# La Cuarta
La Cuarta es un periódico chileno de publicación en línea, editado por la empresa Copesa. Su primer número impreso fue publicado el 13 de noviembre de 1984. Su eslogan desde sus inicios hasta el 16 de noviembre de 2017 fue El diario popular. Fue desde su fundación hasta el 29 de enero de 2021, un diario de circulación impresa.

## Historia

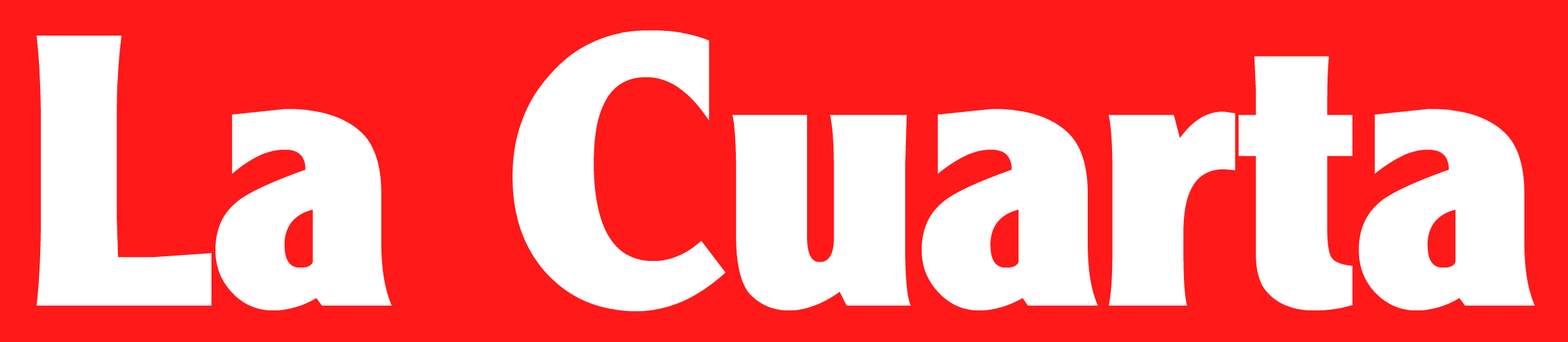
Tercer Logotipo de La Cuarta (2002-2017).

Cuarto Logotipo de La Cuarta (2017-2021).

Cuarto Logotipo de La Cuarta (2021-2025).

Su primer antecedente fue su publicación hermana La Tercera de la Hora, que surgió en 1950 como un periódico dirigido a un público popular, aunque gradualmente pasaría a apelar a la clase media y finalmente, los sectores altos. El diario santiaguino Clarín que circuló entre 1954 y 1973, se caracterizó por tener un estilo sin tapujos que rompió con los moldes establecidos en la prensa chilena (de hecho muchos de sus colaboradores trabajaron para el diario). Su antecedente más directo fue el vespertino Extra, publicado por La Tercera con motivo del Mundial de España de 1982 (y cancelado tras la eliminación de la Selección Chilena de este en fase de grupos), cubriendo noticias deportivas y del espectáculo de una forma coloquial al estilo de los diarios deportivos en otros países.
Pese al temprano final de esta publicación, se siguió analizando la posibilidad de un diario popular luego de que La Tercera pasaría a manos de Copesa en julio de 1982. En medio de la crisis económica de la época, existía la necesidad de evitar despidos masivos por lo que se decidió la publicación de un segundo diario por parte de este conglomerado. Inicialmente se contempló la creación de un diario dirigido a los estratos altos para competir con El Mercurio, pero finalmente se escogió la idea de una publicación para la clase trabajadora por su potencial no explorado.
La Cuarta salió a la calle por primera vez el martes 13 de noviembre de 1984 con un valor de $20 por ejemplar. Si bien su principal público era el de clase baja, la irrupción (y posterior imposición) de la subcultura guachaca en Chile a partir de los años 90 terminó por expandir su público a la clase media, e incluso, la clase media alta, convirtiéndose en el diario más leído del país para 1994, año de su décimo aniversario.
A principios de la década del 2000, Las Últimas Noticias superó su circulación tras volcarse a los espectáculos, generándose una "guerra de diarios": La Cuarta prontamente pasó de ser un diario enfocado en las informaciones policiales a enfocarse en la farándula.
El 13 de noviembre de 2014, con motivo de su trigésimo aniversario, el periódico publicó una edición especial en tamaño sábana/mercurio, algo que se repetiría en 2015 y 2016. 
El 17 de noviembre de 2017 el diario es reestructurado completamente, pasando del tabloide al formato símil berlinés y adoptando un tono menos amarillista y coloquial, además de cambiar su clásico eslogan de El diario popular a La Cuarta de todos, con tal de poder incluir a más lectores. Este cambio hizo más cercano a los diarios de clase media ingleses como el Daily Express, así también buscando retomar la estética, lenguaje y público objetivo que tuvo el diario La Tercera hasta finales de los '90.
En diciembre de 2018 regresa al formato tabloide por reducción de costos. Al mismo tiempo, retomó gradualmente su clásico estilo de redacción coloquial.
El 29 de enero de 2021 se anunció el fin de la edición impresa del diario, manteniendo un equipo de cuatro periodistas para continuar con la edición del sitio web.
El 29 de noviembre de 2021 se renueva el logotipo y se cambia el eslogan a El diario pop, buscando una imagen visual más fiel a la de sus primeros años, según se ha señalado.

## Características

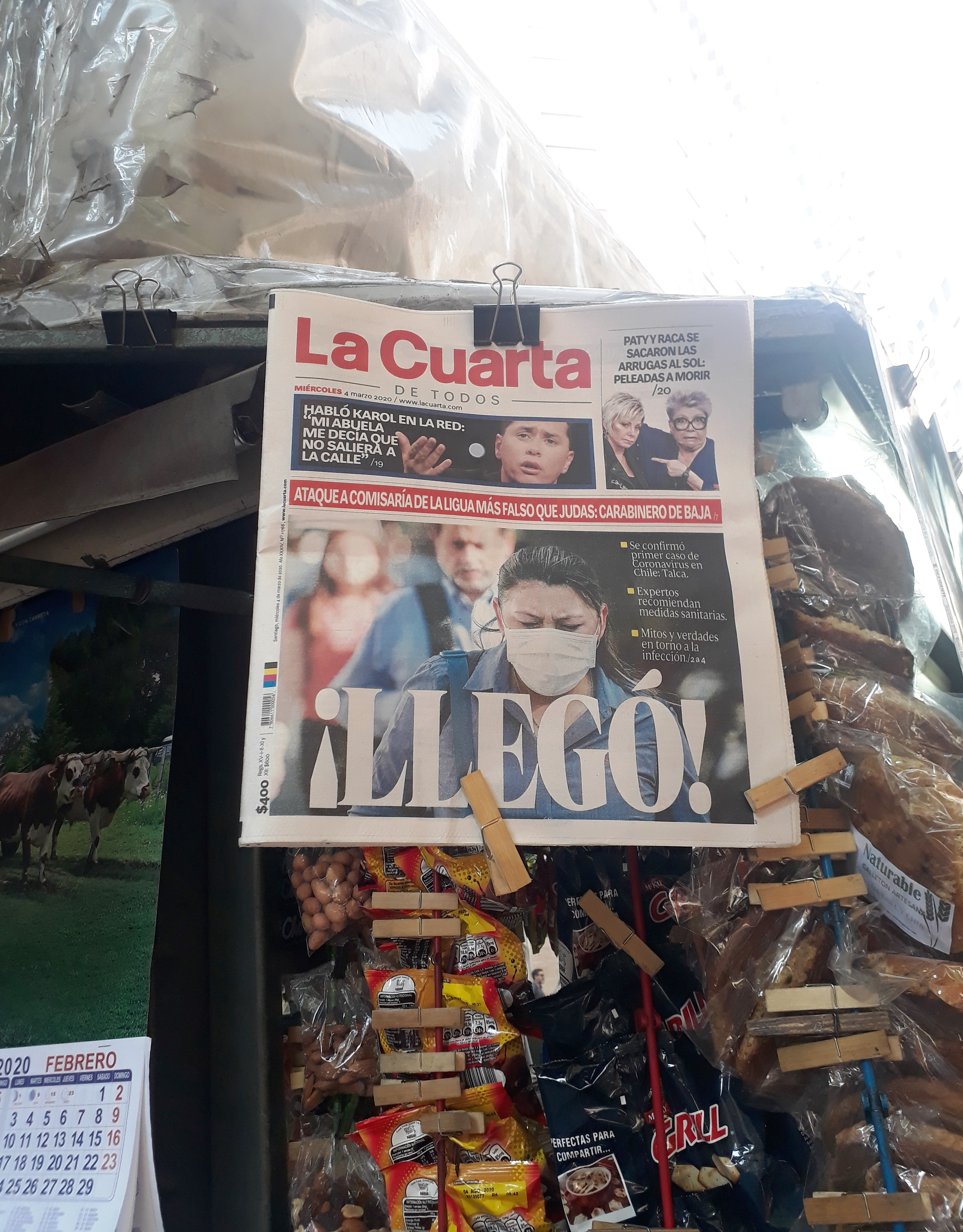
Portada de La Cuarta que informa el primer caso de COVID-19 en Chile.

Este tabloide destaca por estar dirigido a un público de estratos socioeconómicos medios y bajos. Para ello, en sus inicios, utilizaba el español chileno en su registro no formal, con una serie de jergas y expresiones informales de Chile. También los temas que aborda son, en su mayoría, de corte sensacionalista, en su mayoría sobre sexualidad, crónica roja y acerca de las noticias de la farándula nacional; esta última sección se denomina La Cuarta Espectacular y se diferencia del resto del diario en cuanto a diseño.
En cierta forma, su estilo de redacción y presentación de contenidos están emparentados con la prensa roja o amarilla de diarios como The Sun (Reino Unido), The New York Post (Estados Unidos) y Bild-Zeitung (Alemania). También se aproxima al estilo del desaparecido Clarín chileno (1954-1973), pero sin el énfasis político contingente más de izquierda de este último.
El diario forma parte del Periódicos Asociados Latinoamericanos (PAL), al que pertenecen otras importantes casas editoriales de Latinoamérica.

## Secciones
La Cuarta se estructuraba diariamente en tres grandes bloques:
- Crónica: aquí se incluyen las noticias nacionales (País), internacionales (La Vuelta al Mundo), Economía Pop y Para Servirle, donde se incluye la sección El Dedo en la Llaga, una sección de denuncias escrito tal como una conversación telefónica, además de notas de servicio al lector.
- Deportes: Da cobertura preferente a la información del fútbol, el tenis y otros deportes y se publicaba una a dos páginas con la información hípica, pronósticos especializados y los programas de los hipódromos del país (Al Galope).
- Espectacular: La farándula y los espectáculos son el núcleo de este bloque, junto con la cartelera de televisión abierta y de cable. Los viernes se incluye la Guía Pop de Fin de Semana, con panoramas. La última página se llama Ojo, Pestaña y Ceja, que incluye secciones como La Ventanita Sentimental, donde los lectores piden consejos de amor (con algunas historias que resultan inverosímiles), Arroz con Leche, donde se ofrecen y solicitan citas y parejas y el Horóscopo de Yolanda Sultana. También apareció entre 1992 y 2016, la tira cómica Pepe Antártico (creado por Percy Eaglehurst y continuado por su hijo Alan Eaglehurst en 2013). Debido al fallecimiento de su dibujante Eduardo de la Barra en noviembre de 2013, terminó la publicación de Palomita.

Otras secciones publicadas en la historia del diario fueron los siguientes:
- Gremios: se informaba de los movimientos sindicales, negociaciones y huelgas
- Cartas sobre la mesa: generalmente el diario publicaba una carta en la página 7 del diario, junto a El dedo en la llaga
- La Cuarta Diversión: viñeta de humor de actualidad, dibujada por Eduardo de la Barra.
- Reportaje del domingo: entrega en dos páginas donde se tocaba un tema en profundidad, donde muchas veces se tocaban temas que no eran de la pauta diaria del diario, como la cultura.

## Suplementos en línea
Durante la semana, se publicaban variados suplementos, de los cuales, los siguientes se editan en la web:
- Constructor: Circula los lunes. Suplemento dirigido a los maestros de la construcción.
- Comerciante: Circula los lunes. Suplemento con ofertas comerciales y reportajes orientados a pymes, almacenes, feriantes, botilleros y el mundo del comercio.

### Suplementos descontinuados
- La Cuarta Dimensión (1984): Fue el primer suplemento de espectáculos del diario, creado por el periodista ecuatoriano Guillermo Zurita Borja, antecesor de La Cuarta Espectacular.
- La Cuarta Deportiva: Circula los lunes con la información de los deportes del fin de semana.
- La Cuarta en la Quinta: En el período del Festival de Viña del Mar, circula el longevo suplemento, con las alternativas del certamen, editándose por alrededor de diez días.
- Hachita y Cuarta: Circulaba los sábados. Primero era una revista de 16 páginas y luego fue una cuartilla central dentro del diario. Incluía juegos sencillos como Derrame cerebral, Los solapados, ¿Qué dijo? y Las 10 diferencias e historietas como Palomita, Bellavista, El Origen de... y El Piola y El Jaiba, todos dibujados por Eduardo de la Barra.
- Telecuarta: Circuló a fines de los ochenta e inicios de los noventa, los días martes e incluía noticias de la televisión chilena.
- Sexto Sentido: Suplemento en formato libro de 32 páginas, que circulaba los días jueves, dedicado al esoterismo y las ciencias ocultas.
- Telepop (1998-2001): Suplemento en formato libro, circulaba los viernes e incluía notas de la televisión. A diferencia de Telecuarta, incluía la programación semanal de los canales de televisión abierta chilenos.
- Vida Afectiva y Sexual (VAS) (1987-2013): Suplemento dominical dedicado al amor, sexualidad, salud y jóvenes. Comenzó a circular el 4 de enero de 1987 como un especial, pero tomó vida propia, editándose 1369 ediciones, dejando de circular el 2 de junio de 2013. La sección más longeva fue el Consultorio, donde se daba respuesta a las consultas de los lectores.
- GolPé (2013-2017): Circulaba los martes. Fue una cuartilla con información del fútbol peruano, orientado a la colonia de aquel país en Chile.
- Topísima: Circulaba sábado por medio, estaba orientado a la mujer.
- La Bomba 4 (1985-2017): Probablemente el elemento más simbólico de La Cuarta. Circulaba los viernes (excepto en Viernes Santo, donde circulaba el jueves). Inicialmente era un "spread" en las páginas centrales del suplemento de espectáculos con una modelo en traje de baño (como lo hacía Las Últimas Noticias en su suplemento Súper Candilejas). Para los años 1990 empezó a publicarse en papel couché con dos fotos de mujeres en topless (no pornográficas) con una narración de su historia en doble sentido. Su última publicación fue el 16 de noviembre de 2017.[8][9]
- Mi Barrio Pop (hasta 2017): Circula los miércoles. Es una cuartilla que se dedica a buscar soluciones a problemas en las comunas y muestra las actividades de las municipalidades. Tiene un personaje que se encarga de hacer las denuncias, llamado Yeims Pop.
- La Cuarta Espectacular (hasta 2018): Suplemento de los viernes, dedicado al espectáculo y la farándula, especializado en música e industria televisiva. Es uno de los más completos en su género.
- En 4 Ruedas (hasta 2018): Circulaba los viernes y luego los sábados, dedicado al ámbito automotriz.

## Copihue de Oro
El Copihue de Oro es un premio entregado por el periódico que premia a lo mejor de la televisión, el espectáculo y la farándula local. Son entregados anualmente, siendo la primera premiación en 2005. La votación es mediante voto popular. El premio consiste en una rama de copihues (Lapageria rosea), flor típica de Chile. Durante la época en que el editor de espectáculos del diario fue Guillermo Zurita, el diario entregaba el "Laurel de Oro", premio creado en la década de los 50 por William Z.

## Directores
- Diozel Pérez Vergara (1984-2009)
- Orlando Escárate Valdés (2009-2010; interino)
- Sergio Marabolí Triviño (2010-2021)